# Джексон Гарсія (футбольний клуб)
Групу Деспортіву Джексон Гарсія або просто Джексон Гарсія (порт. Grupo Desportivo Jackson Garcia) — професіональний ангольський футбольний клуб з міста Бенгела, столиці однойменної провінції.

## Історія клубу
Клуб було засновано в 2011 року ангольським бізнесменом Джексоном Гарсією, на честь якого і було названу команду. З 2013 року клуб виступає в другому дивізіоні чемпіонату, лізі Гіра Ангола.

## Досягнення
- Чемпіонат провінції Бенгела
  -  Чемпіон (1): 2015[1]

## Статистика виступів у національних чемпіонатах
| 2013 ГА B | 2014 ГА C | 2015 ГА B |
|           |           |           |
|           |           |           |
|           |           | 3-тє      |
|           | 4-те      |           |
|           |           |           |
| 6-те      |           |           |

Примітка: ГА B = Гіра Ангола (другий дивізіон) Серія B

## Відомі тренери
| Нельсон Фірміну | (2014) | - |  |